# المقطوعة الحالمة رقم 72 (شوبان)

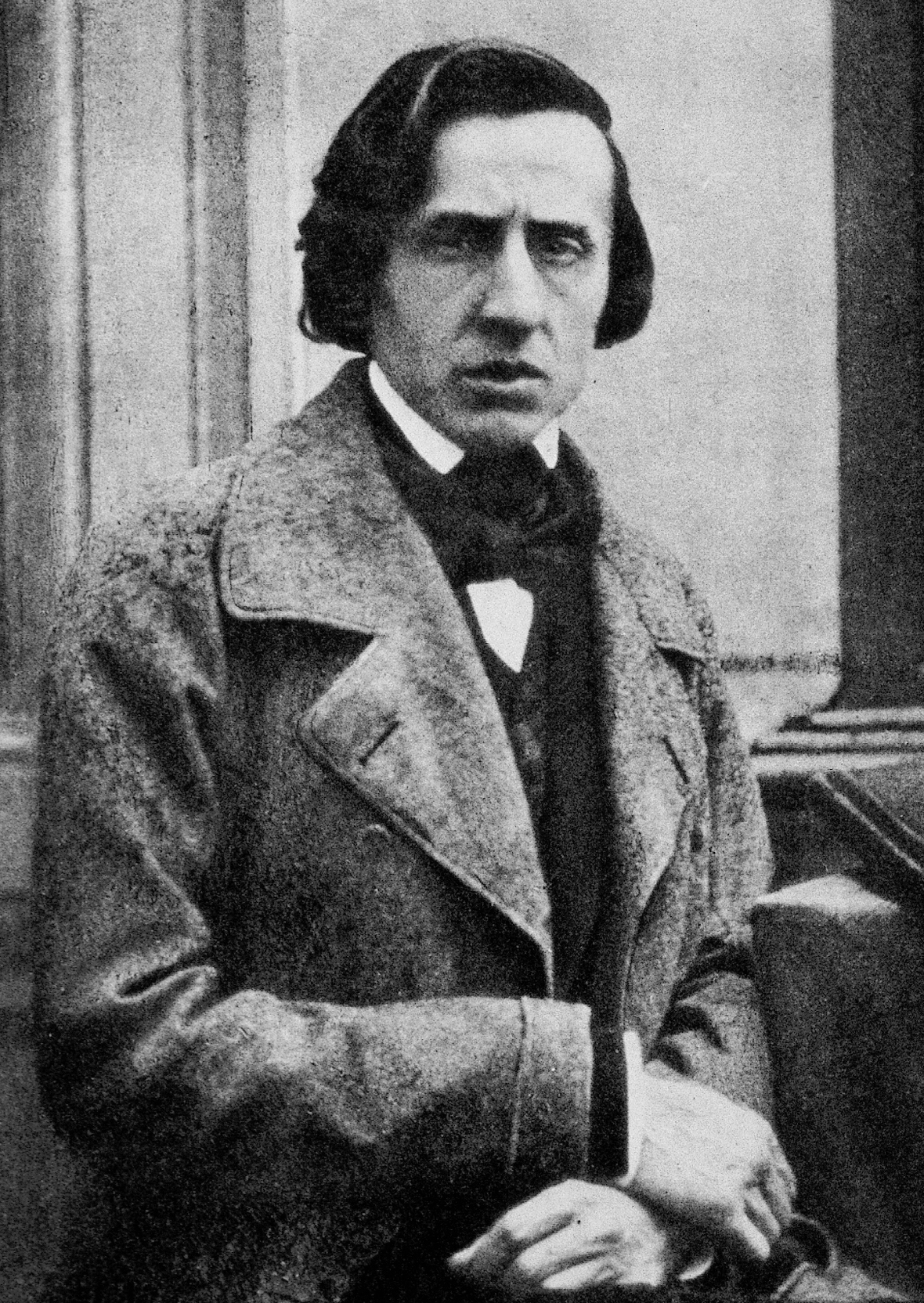
شوبان، 1849

تم تأليف المقطوعة الحالمة، العمل 72، رقم 1 من قبل فريديريك شوبان سنة 1827، وتعتبر أول مقطوعة حالمة لشوبان، وهي المقطوعة رقم 19 التي نُشرت في سنة 1955 بعد موت شوبان من قبل جوليان فونتانا.
وفقا لكاسيمير ويرزيكنسكي، في كتابه "حياة ووفات شوبان"، قال: «حتى ذلك الحين، كان شكل هذه المقطوعة الحالمة هو المجال الحصري لجون فيلد، ولم تحز هذه المقطوعة على رضى شوبان وتم نشرها فقط بعد وفاته».

## الثقافة الشعبية
ظهرت المقطوعة في عدة أعمال ترفيهية، منها:
- مسلسل ستار تريك: فوياجر
- فيلم الضريح 1993
- فيلم التلفزيوني الحديقة السرية 1987